# Guionne Leroy
Pour les articles homonymes, voir Leroy.
Guionne Leroy (née le 25 mai 1967) est une réalisatrice et animatrice de films d'animation.

## Biographie
Après des études d'animation à l'école de la Cambre à Bruxelles, elle réalise des courts-métrages d'animation la plupart du temps en animation en volume (pâte à modeler animée image par image) puis un essai en image de synthèse, Tagada et Fugue (1991), qui lui permettra d'être repérée par John Lasseter, et d'être embauchée sur le premier long-métrage en images de synthèse des studios Pixar, Toy Story (1995).
Elle revient ensuite à l'animation traditionnelle avec des chefs-d'œuvre comme La Traviata (1993), la série d'animation musicale L'Opéra imaginaire (1992) ou Arthur (1997).
Dans La Traviata, sur la musique du même nom signée Verdi, des pâtisseries s'animent au rythme de la musique, sur une table de banquet. Les pâtisseries sont en plâtre moulé, fait en plusieurs exemplaires afin de pouvoir multiplier les personnages.
Dans le court-métrage Arthur, reprenant le roi décrit dans les Chevaliers de la Table ronde, l'aventure raconte l'extraction de l'épée Excalibur par Arthur, guidé par des rochers vivants et par la nature.
Elle rejoint ensuite l'équipe de Skellington pour James et la pêche géante (1996) réalisé par Henry Selick, puis, en 1998, le studio Aardman pour Chicken Run de Nick Park et Peter Lord.

## Filmographie
Comme réalisatrice
- Délit de Fuite (1987) (court métrage)
- Chiquechoque (1988) (court métrage)
- l'Humeur (1988) (court métrage)
- Jeux De Mains (1989) (court métrage)
- Tango (1989) (court métrage)
- Démêlés (1990) (court métrage)
- Tagada et Fugue (1991) (court métrage)
- La Traviata (1993) (court métrage)
- Arthur (1997) (court métrage)
- Des rois qui voulaient plus qu'une couronne (2003) 43 min

Comme animatrice
- Toy Story (1995)
- James et la pêche géante (1996)
- Chicken Run (2000)
- Max & Co (2007)
- Coraline (2009)